# Thaia saprophytica
Thaia saprophytica – gatunek roślin z monotypowego rodzaju Thaia z rodziny storczykowatych (Orchidaceae). Rodzaj jest jedynym sklasyfikowanym w plemieniu Thaieae. Rośliny występują w Azji Południowo-Wschodniej w południowo-centralnych Chinach, Laosie i Tajlandii.

## Systematyka
Gatunek sklasyfikowany do monotypowego plemienia Thaieae (X.H.Jin & Xiao Guo Xiang), podrodzina epidendronowe (Epidendroideae), rodzina storczykowate (Orchidaceae), rząd szparagowce (Asparagales) w obrębie roślin jednoliściennych.